# Wigand di Marburgo
Wigand di Marburgo (in tedesco Wigand von Marburg; 1311 – 1394) è stato uno storico tedesco e araldo dei Cavalieri teutonici in Prussia e uno dei più noti cronisti del Medioevo.
Wigand espande la precedente opera di Nikolaus von Jeroschin. La sua Chronica nova Prutenica (Nuova cronaca prussiana) è una delle principali fonti di informazioni usate per la storia dell'Antica Prussia e parte dell'adiacente Granducato di Lituania, che copre il periodo tra il 1293 e il 1394. Originariamente scritta in lingua alto-tedesca media nella forma della prosa rimata, l'opera combina veri resoconti con leggende, storie popolari e miti. Dei 17000 versi originali che si stimano, sono sopravvissuti solo 500 circa. Tuttavia, nel 1464, il cronista polacco Jan Długosz ordinò una traduzione di quest'opera in latino, che è sopravvissuta fino ad oggi quasi interamente.